# Challenge de France de baseball 2006
Navigation
Édition précédente Édition suivante
L’édition 2006 du Challenge de France de baseball s’est déroulée du 25 mai 2006 au 28 mai 2006 à Rouen et à Bois-Guillaume. 
Elle se composait de deux phases : d’abord des rencontres en poules, dans deux groupes de quatre équipes, puis les deux meilleurs de chaque poule s’affrontent au cours de phases finales. Les rencontres ont été retransmises sur le site web des Huskies de Rouen.
Ce sont les Barracudas de Montpellier qui remportent la compétition en battant en finale les Lions de Savigny. C'est leur 1er titre dans le Challenge de France. Ils se qualifient ainsi pour la Coupe d'Europe des vainqueurs de coupe de baseball (Groupe A) 2007.

## Équipes participantes
| Equipe     | Ville       |
| ---------- | ----------- |
| Huskies    | Rouen       |
| Tigers     | Toulouse    |
| Barracudas | Montpellier |
| Paris UC   | Paris       |

| Equipe     | Ville                  |
| ---------- | ---------------------- |
| Lions      | Savigny-sur-Orge       |
| Templiers  | Sénart                 |
| Hawks      | La Guerche de Bretagne |
| Woodchucks | Bois-Guillaume         |

## Phase de poule

### Poule A
| Date   | Heure | Lieu  | Recevant    | Visiteur    | Score | Notes |
| ------ | ----- | ----- | ----------- | ----------- | ----- | ----- |
| 25 mai | 13.30 | Rouen | Montpellier | Rouen       | 9-3   |       |
| 25 mai | 17.00 | Rouen | Toulouse    | PUC         | 16-6  |       |
| 26 mai | 10.00 | Rouen | Toulouse    | Montpellier | 2-1   |       |
| 26 mai | 13.30 | Rouen | Montpellier | PUC         | ?     |       |
| 26 mai | 17.00 | Rouen | Rouen       | Toulouse    | 9-8   |       |
| 27 mai | 10.00 | Rouen | Rouen       | PUC         | 19-1  |       |

| Pl. | Équipe      | MJ | V | D | PM  | PC  | %    |
| --- | ----------- | -- | - | - | --- | --- | ---- |
| 1   | Toulouse    | 3  | 2 | 1 | 26  | 16  | .667 |
| 2   | Montpellier | 3  | 2 | 1 | 10* | 5*  | .667 |
| 3   | Rouen       | 3  | 2 | 1 | 31  | 18  | .667 |
| 4   | Paris UC    | 3  | 0 | 3 | 7*  | 35* | .000 |

* Il manque les points marqués et concédés lors du match Montpellier vs PUC.
J : rencontres jouées, V : victoires, D : défaites, PM : points marqués, PC : points concédés, % : pourcentage de victoire.

### Poule B
| Date   | Heure | Lieu           | Recevant       | Visiteur       | Score | Notes |
| ------ | ----- | -------------- | -------------- | -------------- | ----- | ----- |
| 25 mai | 13.30 | Bois-Guillaume | Bois-Guillaume | Savigny        | 0-21  |       |
| 25 mai | 17.00 | Bois-Guillaume | Sénart         | La Guerche     | 15-1  |       |
| 26 mai | 10.00 | Bois-Guillaume | Savigny        | Sénart         | 3-2   |       |
| 26 mai | 13.30 | Bois-Guillaume | La Guerche     | Savigny        | 3-13  |       |
| 26 mai | 17.00 | Bois-Guillaume | Sénart         | Bois-Guillaume | 15-1  |       |
| 27 mai | 10.00 | Bois-Guillaume | Bois-Guillaume | La Guerche     | 0-4   |       |

| Pl. | Équipe         | MJ | V | D | PM | PC | %     |
| --- | -------------- | -- | - | - | -- | -- | ----- |
| 1   | Savigny        | 3  | 3 | 0 | 37 | 5  | 1.000 |
| 2   | Sénart         | 3  | 2 | 1 | 32 | 5  | .667  |
| 3   | La Guerche     | 3  | 1 | 2 | 8  | 28 | .333  |
| 4   | Bois-Guillaume | 3  | 0 | 3 | 1  | 40 | .000  |

J : rencontres jouées, V : victoires, D : défaites, PM : points marqués, PC : points concédés, % : pourcentage de victoire.

## Phase finale
| Date   | Heure | Lieu           | Match   | Recevant    | Visiteur | Score | Notes |
| ------ | ----- | -------------- | ------- | ----------- | -------- | ----- | ----- |
| 28 mai | 10.00 | Bois-Guillaume | 1/2 n°1 | Savigny     | Toulouse | 6-5   |       |
| 28 mai | 10.00 | Rouen          | 1/2 n°2 | Montpellier | Sénart   | 10-8  |       |
| 28 mai | 15.00 | Rouen          | Finale  | Montpellier | Savigny  | 9-4   |       |

Les trois rencontres des phases finales se sont jouées le même jour en raison des intempéries des jours précédents qui ont décalé les demi-finales d'une journée et annulé les rencontres de classement.
L’équipe des Barracudas de Montpellier gagne le Challenge de France de baseball et se qualifie pour la Ils se qualifient ainsi pour la Coupe d'Europe des vainqueurs de coupe de baseball (Groupe A) 2007.

## Classement Final
| Pl.                | Équipe                    |
| ------------------ | ------------------------- |
| Médaille d'or      | Barracudas de Montpellier |
| Médaille d'argent  | Lions de Savigny-sur-Orge |
| Médaille de bronze | Tigers de Toulouse        |
| 4                  | Templiers de Sénart       |
| 5                  | Huskies de Rouen          |
| 6                  | Hawks de La Guerche       |
| 7                  | Paris UC                  |
| 8                  | Bois-Guillaume            |